# Camillo Romano Avezzana
Camillo Romano Avezzana (Napoli, 4 ottobre 1867 – Eboli, 15 giugno 1949) è stato un diplomatico e politico italiano, ambasciatore d'Italia negli Stati Uniti d'America dal 1919 al 1920 e in Francia dal 1922 al 1927.
Fu nominato senatore del Regno d'Italia nel 1934.